# Indifference
Indifference è un brano musicale del gruppo musicale grunge statunitense Pearl Jam. È il brano di chiusura presente sul loro secondo album in studio, ovvero Vs.

## Descrizione
La canzone si apre con malinconici accordi di chitarra e la voce distintiva di Eddie Vedder, dando immediatamente il tono al viaggio emotivo che aspetta all'ascoltatore. Man mano che il testo si raggiunge, diventa evidente che Indifference approfondisce le lotte dell'esistenza umana e l'atteggiamento indifferente prevalente nella società. Mette in luce la dura realtà della vita, dove la povertà, la disuguaglianza e l'ingiustizia spesso passano inosservate o non vengono riconosciute.
Attraverso i suoi testi struggenti e la strumentazione emotiva, Indifference funge da invito all'azione, esortando gli ascoltatori a confrontarsi con l'indifferenza che esiste in loro stessi e nella società. Offre uno sguardo sul potere trasformativo dell'empatia e sul potenziale di un cambiamento positivo. Quando la canzone raggiunge il suo culmine, l'intensità della musica riflette l'urgenza del messaggio che viene trasmesso.

## Esecuzioni dal vivo
Indifference è stata eseguita per la prima volta dal vivo il 16 giugno 1993 al concerto della band a Missoula, Montana presso il teatro della University of Montana. Il brano fu risuonato dallo stesso Eddie Vedder insieme al cantautore adult alternative rock statunitense Ben Harper al Madison Square Garden nel 2000.